# John Felton (militaire)
Pour les articles homonymes, voir John Felton.
John (de) Felton, né à une date inconnue au XIIIe siècle ou au début du XIVe siècle et mort après le 20 mars 1327, est un militaire anglais, qui s'est particulièrement distingué à la fin du règne d'Édouard II.

## Biographie

### Raid en Normandie
On ignore complètement les origines et la date de naissance de John Felton. Tout juste sait-on qu'il est un chevalier appartenant à l'entourage d'Hugues le Despenser, le favori du roi Édouard II à compter de 1318. La toute première mention de John Felton date de la fin du mois d'août 1326, peut-être le 31, lorsqu'il réalise une action d'éclat en menant un raid sur la Normandie française. La flotte qu'il commande à cette occasion est conséquente, puisqu'elle comprend 133 navires ainsi que 4 200 marins et 1 600 soldats. Probablement pour financer l'expédition, l'Échiquier retire en prévision 7 000 livres à Portchester, à la mi-août, tandis que Hugues le Despenser paie Felton et ses hommes en retirant le 16 septembre 2 000 livres supplémentaires de ses banquiers italiens, les Peruzzi.
On dispose de peu d'éléments concernant le déroulement de l'attaque, qui est vraisemblablement repoussée par les Français, même si Felton s'empare du navire la Dorre et l'amène à Winchelsea. En outre, la cible exacte de l'attaque n'est pas claire. Peut-être le raid maritime devait-il empêcher une attaque française sur la côte Sud de l'Angleterre. C'est en tout cas ce que le roi a déclaré aux prélats Walter Reynolds et William Melton, respectivement archevêques de Cantorbéry et d'York, ainsi qu'aux universités d'Oxford et de Cambridge, en précisant que son intention était « de restreindre la malice des hommes du roi de France [Charles IV le Bel] au cas où ils souhaiteraient entrer dans le royaume ». Si cela était le but du raid, celui-ci s'est révélé inutile, puisque Charles IV n'a jamais eu l'intention d'envahir l'Angleterre.
Une autre cible potentielle de l'attaque aurait été Édouard, duc d'Aquitaine et fils d'Édouard II, réputé alors être en Normandie. Ayant rejoint sa mère Isabelle à la cour de Charles IV en septembre 1325 dans le contexte d'une ambassade anglaise en France, le prince est resté avec sa mère lorsque cette dernière a refusé de retourner en Angleterre si le roi Édouard ne chassait pas son favori Hugues le Despenser de la cour. Furieux, le roi a alterné entre menaces et suppliques dans sa correspondance avec son fils et aurait commandité le raid de Felton dans le but de le ramener de force en Angleterre. En réalité, le jeune Édouard se trouve en août 1326 avec sa mère à la cour de Guillaume Ier de Hainaut, qu'ils quittent le 21 ou 22 septembre afin de renverser le régime d'Hugues le Despenser.

### Siège de Caerphilly
L'invasion de la reine Isabelle est couronnée de succès : privé de soutien, le régime d'Édouard II s'effondre rapidement et le roi est contraint de s'enfuir avec son favori en direction du pays de Galles. Fin octobre, ils atteignent la forteresse imprenable de Caerphilly. De là, ils s'enfuient vers l'Ouest le 2 ou 3 novembre, laissant à John Felton la garde d'Hugues, le fils aîné du favori, ainsi que celle du trésor royal. Le roi et son favori sont pourtant capturés quelques jours plus tard, le 16 novembre, par les hommes de la reine. Pendant que Hugues le Despenser est exécuté à Hereford pour haute trahison sur ordre de la reine le 24, Édouard II est emprisonné au château de Kenilworth et déposé en son absence par le Parlement en faveur de son fils, qui est couronné le 1er février 1327 en l'abbaye de Westminster.
Pendant ce temps, le 30 décembre 1326, un représentant de la reine, Roger de Chandos, transmet à John Felton et à la garnison de 137 hommes restée à Caerphilly l'information que le roi, alors emprisonné à Kenilworth, leur donne ordre de lui remettre la forteresse. Felton refuse, arguant que le roi lui a fait jurer sur les Évangiles avant de quitter Caerphilly de ne céder sous aucun prétexte la forteresse à son épouse ou à son fils et qu'un tel ordre n'a pu être exigé du souverain que sous la contrainte. La reine Isabelle semble profondément préoccupée par la capitulation de Caerphilly : elle désire probablement s'emparer des 14 000 livres du trésor royal laissé à l'intérieur de la forteresse. Déjà le 1er décembre, elle a nommé Chandos comme commandant du siège de Caerphilly, espérant une reddition rapide.
Le 15 février 1327, informée de l'échec du siège, Isabelle démet Chandos de son poste et le remplace par William la Zouche, 1er baron Zouche de Mortimer. William la Zouche assiège le château avec une force de 425 soldats et offre un pardon à tous les hommes assiégés, sauf le jeune Hugues le Despenser. La garnison refuse pourtant d'abandonner le jeune homme à son sort et résiste jusqu'au 20 mars 1327, date à laquelle elle se rend, après avoir reçu l'assurance que le jeune Hugues ne serait pas exécuté, à l'inverse de son père. Le destin ultérieur de John Felton après avoir été autorisé à quitter la forteresse demeure entièrement inconnu. À Caerphilly, il existe encore les vestiges d'une tour précédemment appelée Felton's Tower, détruite en 1649 au cours de la Première révolution anglaise.